# Amy Sannes
Amy Sannes (Saint Paul, 3 februari 1977) is een schaatsster uit de Verenigde Staten. Ze vertegenwoordigde haar vaderland op de Olympische Winterspelen 1998 in Nagano, de Olympische Winterspelen 2002 in Salt Lake City, en de Olympische Winterspelen 2006 in Turijn.

## Resultaten

### Olympische Winterspelen
| Jaar | Plaats         | Resultaten                                   |
| ---- | -------------- | -------------------------------------------- |
| 1998 | Nagano         | 26e 500 m                                    |
| 2002 | Salt Lake City | DNF 500 m 14e 1000 m 8e 1500 m               |
| 2006 | Turijn         | 17e 500 m 25e 1000 m 5e Ploegenachtervolging |

### Wereldkampioenschappen
| Jaar                       | Plaats                | Resultaten                                 |
| -------------------------- | --------------------- | ------------------------------------------ |
| 1998 Sprint                | Berlijn               | 17e Sprint                                 |
| 1999 Afstanden 1999 Sprint | Heerenveen Calgary    | 19e 500 m 15e 1000 m 22e Sprint            |
| 2000 Afstanden 2000 Sprint | Nagano Seoul          | 17e 500 m 14e 1000 m 20e 1500 m 17e Sprint |
| 2001 Afstanden 2001 Sprint | Salt Lake City Inzell | 15e 500 m 17e 1000 m 13e 1500 m 9e Sprint  |
| 2002 Sprint                | Hamar                 | 9e Sprint                                  |
| 2003 Afstanden             | Berlijn               | 17e 500 m 11e 1500 m                       |
| 2004 Sprint                | Nagano                | 29e Sprint                                 |
| 2005 Sprint                | Salt Lake City        | 25e Sprint                                 |
| 2006 Sprint                | Heereveen             | 23e Sprint                                 |

### Wereldbeker
| Seizoen   | 100 m | 500 m | 1000 m | 1500 m |
| --------- | ----- | ----- | ------ | ------ |
| 1996/1997 |       | 46e   | 54e    | -      |
| 1997/1998 |       | 30e   | 24e    | 47e    |
| 1998/1999 |       | 22e   | 8e     | 44e    |
| 1999/2000 |       | 23e   | 17e    | 36e    |
| 2000/2001 |       | 22e   | 8e     | 20e    |
| 2001/2002 |       | 21e   | 12e    | 16e    |
| 2002/2003 |       | 25e   | 16e    | 29e    |
| 2003/2004 | -     | 40e   | 30e    | -      |
| 2004/2005 | -     | 42e   | 49e    | -      |
| 2005/2006 | 18e   | 43e   | 34e    | -      |

### USA kampioenschappen
| Jaar | 500 m         | 1000 m          | 1500 m | 3000 m | Sprint | Allround |                                                                 |
| ---- | ------------- | --------------- | ------ | ------ | ------ | -------- | --------------------------------------------------------------- |
| 2001 | -             | -               | -      | -      | Brons  | DNF      |                                                                 |
| 2003 | -             | -               | -      | -      | Brons  | DNF      |                                                                 |
| 2004 | Zilver        | Goud            | 4e     | -      | Zilver | -        |                                                                 |
| 2005 | -             | Zilver          | 5e     | 9e     | Brons  | DNF      |                                                                 |
| 2006 | Zilver · Goud | Zilver · Zilver | 6e 5e  | - -    | - -    | - -      | Nationale kampioenschappen Nationale kampioenschappen afstanden |

## Persoonlijke records
| Afstand    | Tijd    | Datum            | Baan           |
| ---------- | ------- | ---------------- | -------------- |
| 100 meter  | 10,78   | 26 november 2005 | Milwaukee      |
| 500 meter  | 38,61   | 27 december 2005 | Salt Lake City |
| 1000 meter | 1.15,09 | 9 februari 2002  | Salt Lake City |
| 1500 meter | 1.55,59 | 3 februari 2002  | Salt Lake City |
| 3000 meter | 4.20,81 | 21 december 2001 | Salt Lake City |
| 5000 meter | 8.12,60 | 10 november 1996 | Milwaukee      |